# 前235年
| 千纪： | 前1千纪 |
| 世纪： | 前4世纪 \| 前3世纪 \| 前2世纪                                                                                         |
| 年代： | 前260年代 \| 前250年代 \| 前240年代 \| 前230年代 \| 前220年代 \| 前210年代 \| 前200年代                               |
| 年份： | 前240年 \| 前239年 \| 前238年 \| 前237年 \| 前236年 \| 前235年 \| 前234年 \| 前233年 \| 前232年 \| 前231年 \| 前230年 |
| 纪年： | 齊王建三十年 趙幽繆王元年 魏景湣王八年 韓王安四年 秦王政十二年 楚幽王三年 衛君角七年 燕王喜二十年                     |

## 大事记
- 文信侯飲酖死，竊葬。
- 自六月不雨，至於八月。
- 秦發四郡兵助魏伐楚。
- 秦准嫪毐門客流放蜀中者返回。

## 出生
- 大西庇阿（前235年~前183年），古羅馬統帥和政治家。

## 逝世
- 吕不韦